# رود لش
لش (آلمانی: Lech) رودی در آلمان و اتریش است که از کوه‌های آلپ در فورآرلبرگ سرچشمه می‌گیرد و به دانوب می‌ریزد. طول آن ۲۵۵٫۳ کیلومتر (۱۵۹ مایل) و ارتفاع سرچشمه آن ۱٬۸۶۵ متر (۶٬۱۱۹ فوت) است.

## نگارخانه

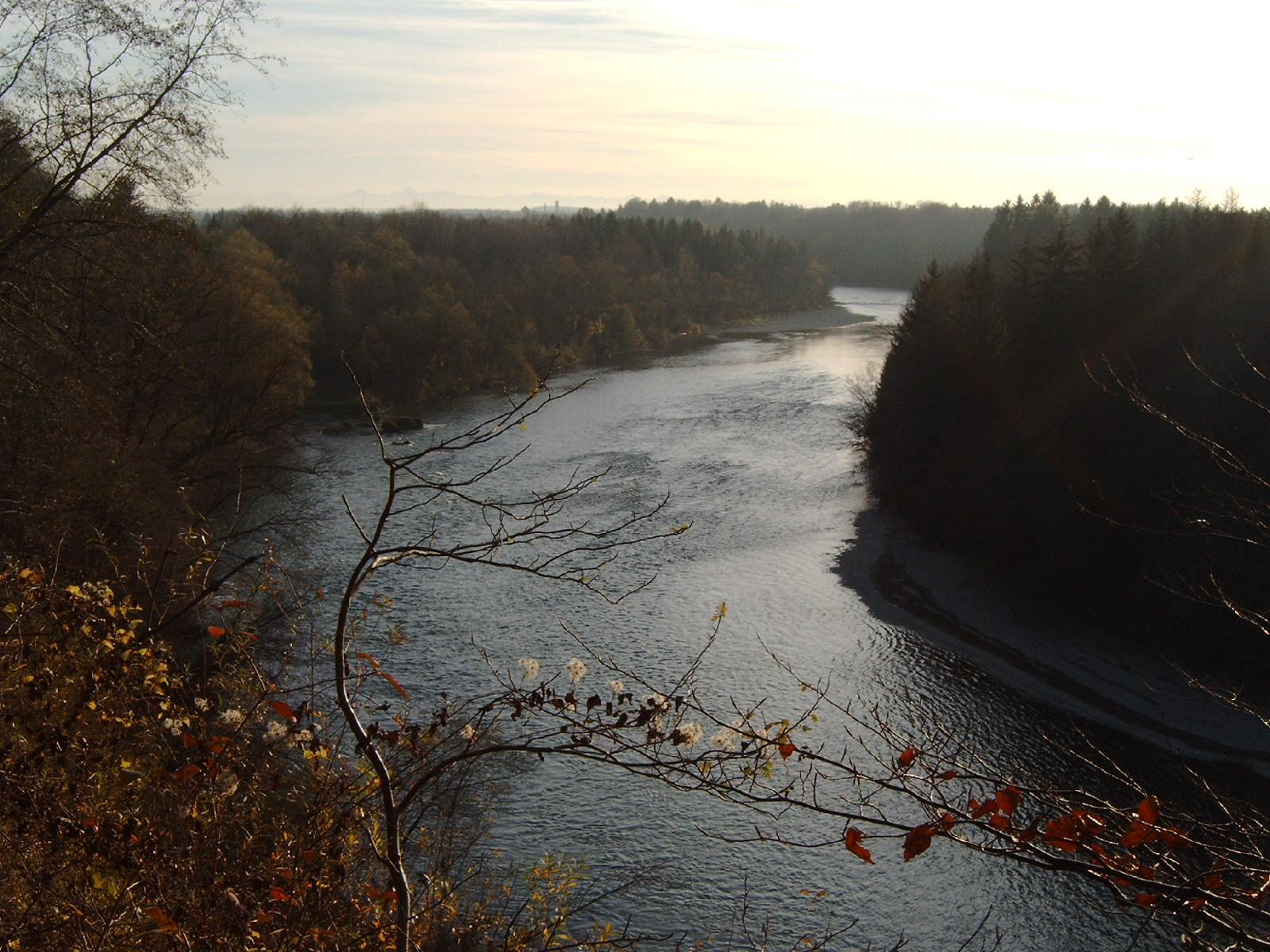
لاندسبرگ آم لش در دوردست